# Даниъл Радклиф
Даниъл Джейкъб Радклиф (на английски: Daniel Jacob Radcliffe) е английски актьор, номиниран за „Грами“ и пет награди „Сатурн“. Известен е най-вече с ролята си във филмите за Хари Потър. От 2015 г. има звезда на Холивудската алея на славата.

## Биография
Радклиф е роден в Лондон, Англия от баща Алън Радклиф – протестант, и майка Марша Греъм – еврейка. Посещава мъжка гимназия в Съсекс, която днес се намира в Челси. Свири на бас китара и е почитател на пънк и рок музиката. Слуша групи като Секс Пистълс и Арктик Мънкис, също така се интересува от футбол. През свободното си време обича да играе тенис на маса и видео игри. Радклиф се появява в листата на богатите през 2006 г. със своето състояние, което възлиза на 14 милиона английски лири, правейки го един от най-богатите хора във Великобритания. През 2007 г. се появява и в друга такава листа със състоянието си от 17 милиона английски лири. За първия филм от поредицата „Хари Потър“, Даниел е взел 250 хиляди английски лири, около 5.6 милиона английски лири за IV филм и повече от 8 милиона лири за петия филм. Той печели повече от $50 милиона за следващите три. Радклиф обича да чете много и прави най-много разходи за закупуване на книги, също така е правил много дарения на болници и домове за сираци.

## Кариера
Радклиф е извикан на прослушване за ролята на Хари Потър през 2001 г. от продуцента Дейвид Хеймън. През август същата година той е одобрен. Участва в „Хари Потър и Филосовският камък“ (2001), „Хари Потър и Стаята на тайните“ (2002), „Хари Потър и Затворникът от Азкабан“ (2004), „Хари Потър и Огненият бокал“ (2005) и „Хари Потър и Орденът на феникса“ (2007), „Хари Потър и Нечистокръвния принц“ (2008) и в двете части на „Хари Потър и Даровете на смъртта“ (2010/2011). Играл е и в много други филми, като филмовият му дебют е с главна роля в „Младият Дейвид Копърфийлд“.
През 2001 г. получава награда от Холивудския женски журналистически клуб за най-младо откритие на годината. През 2003/2004 г. печели много награди за най-добър млад актьор. През 2006 г. получава четири награди за най-добър актьор в различни категории.